# オホトルプ
オホトルプ (ドイツ語: Ochtrup, ドイツ語発音: [ˈɔxtrʊp]) は、ドイツ連邦共和国ノルトライン＝ヴェストファーレン州ミュンスター行政管区のシュタインフルト郡に属す市である。ミュンスターラント北西部に位置し、ニーダーザクセン州およびオランダと境を接している。

## 地理

### 市の構成
オホトルプ市は、都市部、3つの大きなバウアーシャフトとそれ以外の2つの市区からなる。
- オホトルプ
  - シュタットゲビート（都市部）
  - オスター（バウアーシャフト、都市部の北東）
  - ヴェスター（バウアーシャフト、都市部の北西）
  - ヴァイナー（バウアーシャフト、都市部の南）
- ランゲンホルスト
  - フェルダーホーク
  - トイペンホーク
- ヴェルベルゲン
  - ベーカーホーク
  - シュヴェーリングホーク
  - ブリンク
  - モーリングホーク
  - リュトケフェルト

## 歴史
考古学的発掘調査は、オホトルプ、ランゲンホルスト、ヴェルベルゲン地域で、新石器時代からすでに定住がなされていたことを証明している。

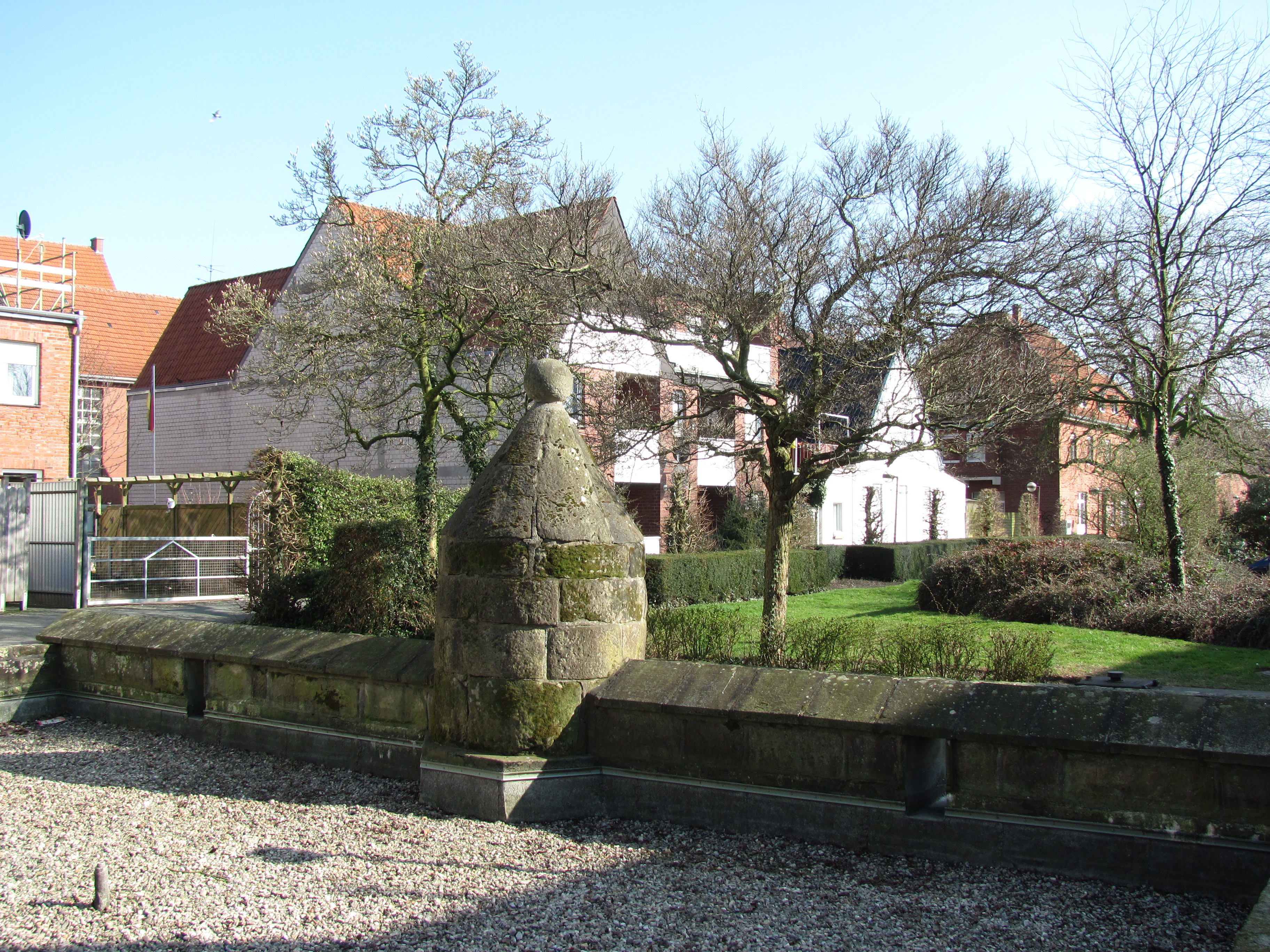
ヴェストヴァルとシュテュッヴェンコップ

「Ohtepe」（東エペを意味する）の最初の記述は、1143年のクラールホルツ修道院の設立文書に現れる。この集落は1203年に初めて教会区として記述されている。この集落はフランク時代からすでに洗礼堂を有しており、ヴェスターバウアーシャフト、オスターバウアーシャフト、ヴァイナーバウアーシャフトとともに1つのキルヒシュピール（教会管区）を形成していた。オホトルプは、1593年/1594年には土塁、広い濠、3つの市門を持つ都市防衛施設を備えていた。オホトルプは1597年に市場開催権を得た。この他にオホトルプは、いわゆる「ヴィクボルト」（市場町）の地位に昇格した。しかしこの都市防衛施設は安全な防御とはならなかった。1595年と1598年にオホトルプはスペイン軍によって焼き討ちされた。スペイン＝オランダ継承戦争だけでなく、ベルンハルト・フォン・ガーレンの軍勢や、1618年から1648年の三十年戦争によっても中核市部は甚大な損害を負った。1820年頃に市門が撤去され、世紀の変わり目頃に土塁が取り壊されて緑地として整備された。現在のノルトヴァル、オストヴァル、ヴェストヴァル（それぞれ北、東、西の土塁を意味する）という通りの名前がその名残である。ヴェストヴァルには濠の水位を調整するための堰が遺されている。その貯水施設は「シュテュッヴェンコップ」(Stüwwenkopp) と呼ばれている。
「ポットベッケライ」（壺の焼き窯）はオホトルプと同じくらい古い。発見された陶器製容器（壺）は、専門家によって3000年前のものと見積もられている。村に定住していた農耕住民の大部分が「陶器窯」として活動し初め、その製品を売買することで、それまで続けられていた専ら自分で使うための陶器製造から離れて、独立した職人としての仕事が姿を現した。「ポットベッケライ」は繁栄した。オホトルパー・ペトカー（オホトルプの壺売り）はよく見かける商人となり、オホトルプは「ポットベッカーラント」となった。製造・販売されたのは、平鉢、小鉢、皿、深皿、油壺、油の小瓶などがあったが、特に有名なのは「ジーベネーリゲ」や子供のおもちゃ「オホトルパー・ナハティガル」（直訳: オホトルプのナイチンゲール）であった。17世紀から18世紀の旧ヴィクボルトでは、ほとんど各家またはその裏に小さな製陶工房が増築され、街角でも、荷物を満載にした背負子を担ぎ、長靴を履き、風雨に耐える服装をして青いスモックを羽織って闊歩する「オホトルパ・キーペンケルル」（オホトルプの荷負男）の姿を無視できなくなっていた。オホトルプの陶器はミュンスターラントの範囲を超えてハノーファーやオランダでもよく知られていた。1800年頃にはまだ20件以上の製陶所がオホトルプにあった。

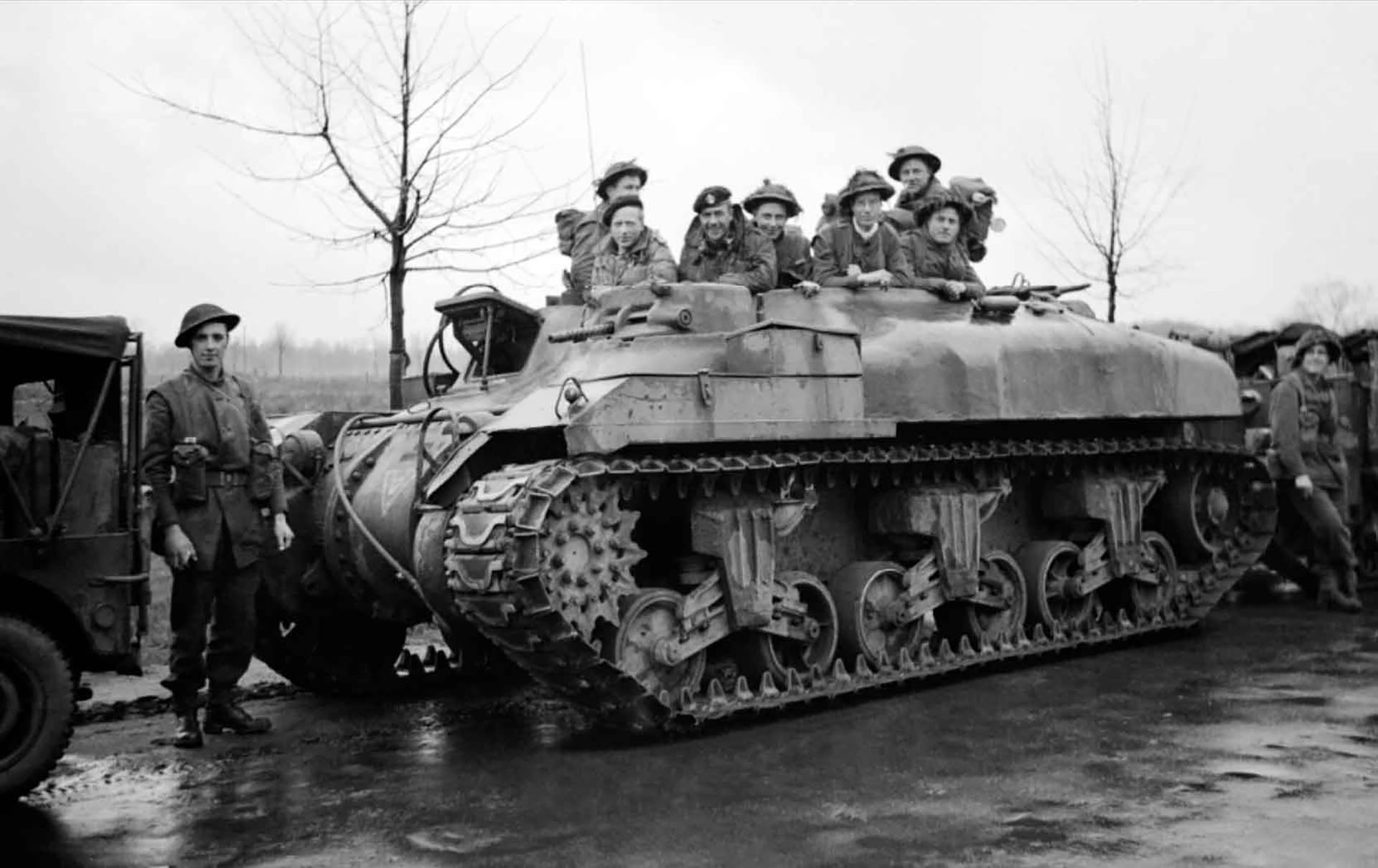
1945年4月3日、オホトルプ郊外でのイギリス軍第53歩兵師団

19世紀中頃、木綿織りがこの町に入ってきた。1850年頃には村落内や周辺の農場集落に500軒が家で機を織っていた。材料を持ち込み、完成品を引き取り、賃金を決めるのは数社の企業に依存していた。1854年に商人のアントンとベルンハルトのラウレンツ兄弟がベルク通り58番地に手織り工場「A. ウント B. ラウレンツ」を設立した。この会社は後にラウレンツ兄弟社として知られた。両者の息子ヘルマン（1829年生まれ）とハインリヒ（1834年生まれ）が大きな経済的飛躍をもたらした。1830年までに、330人の労働者・管理職住宅、小学校や幼稚園を併設したマリエンホスピスが設けられた。第二次世界大戦後、1950年代から1960年代にラウレンツ兄弟社は、オホトルプとエペの2つの事業所合わせて 4,000人以上の職員を雇用していた。
1890年10月1日、それまで独立していた町村であったヴィクボルト・オホトルプとキルヒシュピール・オホトルプが合併して新しい町としてオホトルプが成立した。1949年に都市権を回復することができた。1969年7月1日にランゲンホルストとヴェルベルゲンが合併した。
2005年11月25日から30日まで、数日間は完全に、その後は一部で電気が不通となり、連邦全土で新聞の大見出しとなった。停電の原因は激しい冬の嵐で、大雪と強風のためにグローナウとオホトルプとの間の高圧送電線が過度に凍結したことであった。その重さのために電線は地上数メートルまで垂れ下がった。何ダースもの電柱が折れ曲がった。連邦全土の非常用発電機が何百人ものボランティアによって24時間体制で稼働した。それにもかかわらず、特に畜産業やその他の産業での製造停止によって、莫大な経済的損失が生じた。メディアでは、管轄するエネルギー供給業者 RWE と独立した立場の専門家との間で、オホトルプの地上に設置された電電供給施設が過去適切に整備されていたかどうかが議論された。RWE は賠償責任を逃れたが、被害を受けた地域に対して500万ユーロの救済金を支払った。連邦全土のメディアがこの事故を「ミュンスターラントの豪雪カオス」あるいは「戦後史上最悪の停電事故」と書き立てた。

## 住民

### 人口推移
| 年   | オホトルプ | ランゲンホルスト | ヴェルベルゲン | 合計   |
| ---- | ---------- | ---------------- | -------------- | ------ |
| 1800 | 3,000      |                  |                |        |
| 1818 | 3,661      | 223              | 644            | 4,528  |
| 1875 | 4,571      | 354              | 633            | 5,558  |
| 1885 | 5,303      | 411              | 630            | 6,344  |
| 1900 | 6,785      | 502              | 649            | 7,936  |
| 1905 | 7,275      | 576              | 695            | 8,546  |
| 1910 | 7,707      | 559              | 778            | 9,044  |
| 1925 | 8,300      | 555              | 789            | 9,644  |
| 1930 | 8,675      | 657              | 793            | 10,125 |
| 1950 | 12,530     | 862              | 1,093          | 14,485 |
| 1961 | 13,207     | 806              | 1,023          | 15,036 |
| 1997 | 16,778     | 1,131            | 1,157          | 19,066 |
| 2006 | 17,697     | 1,160            | 1,247          | 20,104 |
| 2012 | 17,842     | 1,140            | 1,299          | 20,281 |
| 2017 |            |                  |                | 19,608 |

### 宗教

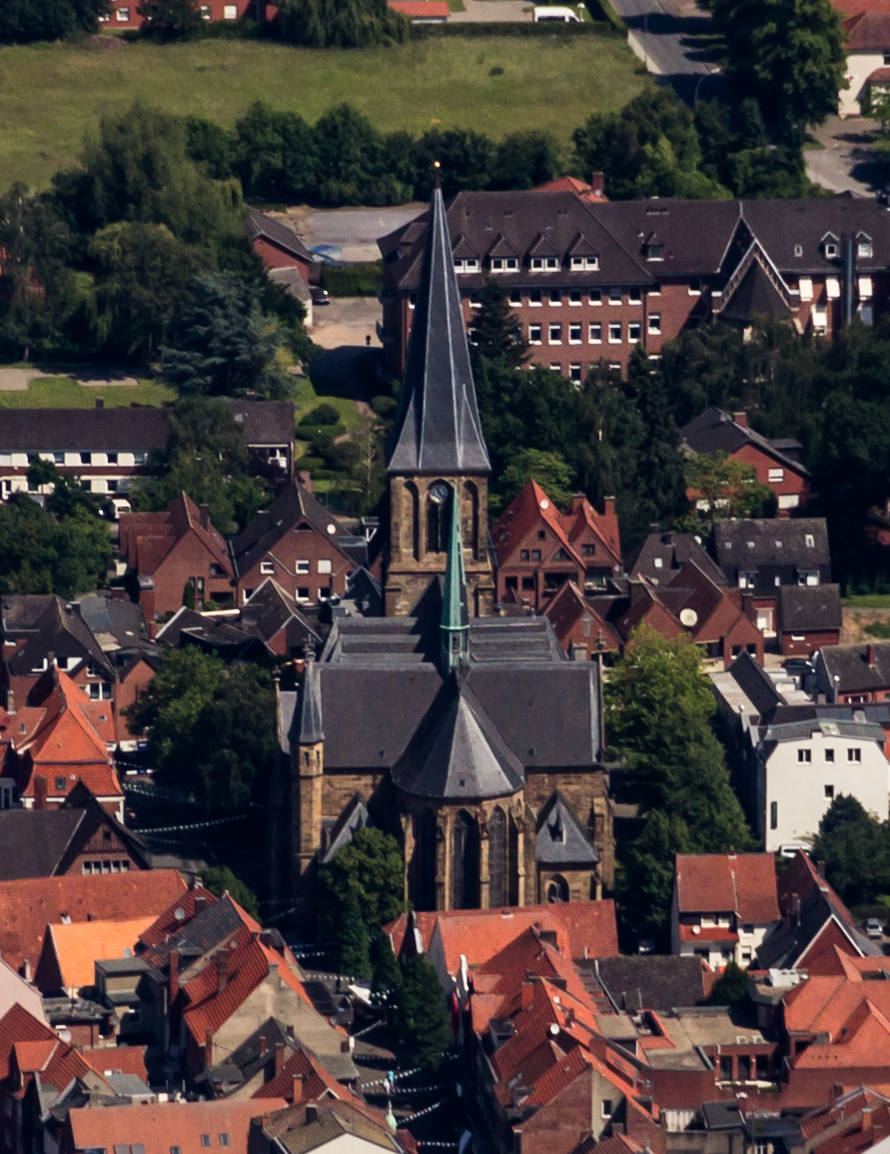
聖ラムベルティ教会

#### キリスト教
ヴェトリンゲン原教区から分離されたキルヒシュピール（教会区）にはオホトルプの他にヴェスターバウアーシャフト、オスターバウアーシャフト、ヴァイナーバウアーシャフトが含まれていた。オホトルプにおける教会区に関する最初の記述は1203年になされた。ミュンスター司教ヘルマン2世はこの年に、オホトルプを管轄する助祭長区をランゲンホルスト修道院に委託した。これにより、オホトルプ、ヴェトリンゲン、ランゲンホルストの教会組織は、ランゲンホルスト修道院長の配下に位置づけられた。教会自体はこれより古くから既に存在していた。カール大帝によるキリスト教化に伴って、多くのザクセン人が追放され、洗礼を受けたフランク人が住み着いた。聖ラムベルティ教会の古い洗礼盤は、おそらく850年頃に作製させたものである。これは、ラムベルティ教会が聖ルトゲルスの時代から洗礼堂であった可能性を示すものである。この教会の守護聖人が聖ラムベルトゥスであることも、創設年代が古いことを示している。
16世紀後半にオホトルプで福音主義の教えが一時的に広まった。1599年、火災により53軒の家屋と教会が焼失した。現在のラムベルティ教会は、19世紀末に建設されたネオゴシック様式の教会堂である。
19世紀末からの工業発展と1945年以降の避難民の流入により、1901年から1949年までの間にオホトルプではカトリック信者数が6,300人から11,500人に増加した。このため、南部のホルストに2つの目の教会が必要となった。司牧上独立した小教区の設立により、1953年にヴァイナーバウアーシャフトを含む市の南部は、聖ラムベルティ教会から分離された。このマリエン教会とその小教区が教区教会および教会区に昇格したのは1955年である。
2007年11月27日にそれまで独立していたオホトルプ市内の教会区である、聖ラムベルティ教区、聖マリエン教区、聖ヨハネス教区（ランゲンホルスト）、聖ディオニシウス教区（ヴェルベルゲン）は、新たに聖ラムベルトゥス教会区に統合された。信者数は約15,000人である。新たに創設されたこの教会組織の教区教会は、1873年に完成したラムベルティ教会と定められた。他の3つの教会は支教会となり、そこでは定期的な礼拝やいくつかの教会行事が行われている。
また、オホトルプには、オホトルプ市、メテレンおよびバウアーシャフト・ブレヒテ共同の福音主義教会がある。テキスタイル企業ラウレンツがドイツのリーディングカンパニーへ急速に発展したことにより、オホトルプは十分な人的資源を提供することができなくなった。ドイツ全土あるいはオランダから労働力が流入し、これにより最初の福音主義者を含む労働者他たちが、純粋なカトリックの街であったオホトルプで働くようになった。初期の礼拝は、個人宅、旅館、駅の待合室などで行われた。1891年に現在のバーンホーフ通りの土地に最初の信者集会所が建設された。オホトルプの福音主義教会は1895年4月1日に独立した教会となった。それまでは、グローナウの福音主義改革派教会が管轄していた。1911年9月3日、最初の教会建設の礎石が設置された。足かけ3年の工期の後、1913年6月29日に献堂式典が行われた。当初この教会には塔がないままであった。1933年に3つの鐘を有する現在の塔が建設された。1930年代に、収入の機会が少ないことから福音主義教会は縮小された。司祭所在地は再びグローナウに移された。ただし、常駐の補助説教者がたてられた後も、一部の独立性は保たれた。第二次世界大戦後、主にシレジアからの避難者で、福音主義教会は信者数約 2,500人に拡大した。これによりオホトルプの教会は再び完全な自立を獲得した。教会堂は1953年に拡張され、左側に新しい側廊と聖具室が設けられた。
オホトルプには以下の教会がある:
- カトリック聖ラムベルトゥス教会区
  - 聖ラムベルティ教会（カトリック - 教区教会、市中央）
  - 聖マリエン教会（カトリック - 支教会、市中央）
  - 洗礼者聖ヨハネ教会（カトリック - 支教会、ランゲンホルスト）
  - 聖ディオニシウス教会（カトリック - 支教会、ヴェルベルゲン）

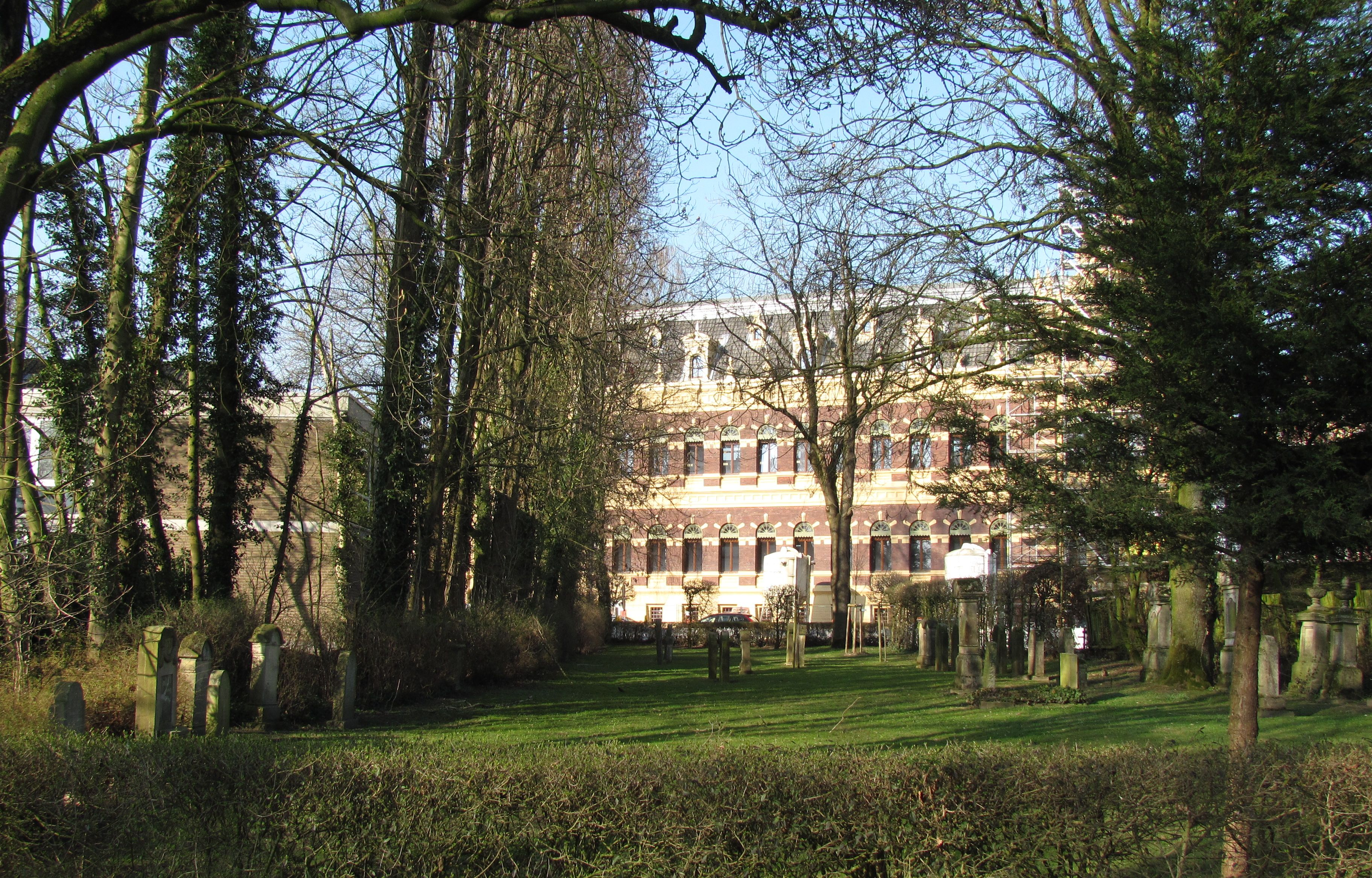
オホトルプのユダヤ人墓地

- 福音主義教会（福音主義、市中央）

#### ユダヤ教
オホトルプ市には1938年まで、独自の礼拝施設を有する小さなユダヤ教組織が存在していた。礼拝施設は、クニーペンカンプの住宅の1階に設けられていた。国家社会主義者の政権下で、オホトルプでもほぼすべてのユダヤ系住民が逃亡、追放、殺害された。1938年の排斥運動（水晶の夜）の放火により、礼拝施設は完全に破壊された。現在この場所に記念碑が建立されている。この他にヘルシュティーゲにユダヤ人墓地がある。その最も古い墓石には1824年の日付がある。この墓地への最後の埋葬は1990年に行われた。

## 行政

### 市議会
オホトルプの市議会は34議席からなる。

### 首長
オホトルプの市長は2009年の市長選挙以降 SPD の政治家カイ・フッツェンラウプが務めている。彼は2014年の選挙で市長に再選された。第二次世界大戦後の市長を列記する:
- 1946年 - 1946年: テオドール・ホルストマン
- 1946年 - 1948年: コンラート・キルヒ
- 1948年 - 1961年: ヘルマン・シュマーレ
- 1961年 - 1964年: ヘルマン・プレプスティング
- 1964年 - 1969年: ロベルト・ニッチェ
- 1969年 - 1969年: カール・クナプマイヤー（市町村再編に伴い、州政府からの一時的な委託）
- 1969年 - 1976年: ロベルト・ニッチェ
- 1976年 - 1983年: カール・シュマイング
- 1983年 - 1989年: コンラート・カターカンプ
- 1989年 - 1994年: ヘルムート・ホッケンブリンク
- 1994年 - 1997年: ヨーゼフ・メーリング
- 1997年 - 2009年: フランツ＝ヨーゼフ・メリス
- 2009年 - : カイ・フッツェンラウプ

### 姉妹都市
- バルベルデ・デル・カミーノ（スペイン語版、英語版）（スペイン、アンダルシア州）1991年
- ヴィエルニ（ポーランド、ウッチ県）2010年
- エステール（フランス語版、英語版）（フランス、ノール県）2011年

後二者はオホトルプ市立ギムナジウムと相手先の学校との姉妹校関係に由来している。
オランダのリヒテンフォールデとの友好都市関係は、オランダの地域再編によりリヒテンフォールデが独立性を失ったことで解消された。
姉妹都市関係とは別に、オホトルプの学校はヨーロッパ各地やアメリカ合衆国の学校と姉妹校関係にある。
- 市立ギムナジウム
  - Collège Privé Saint-Robert（フランス、ノール県、メルヴィル（フランス語版、英語版））
  - ノース・カントリー・ユニオン・ハイスクール（USA、バーモント州、ニューポート）
  - Liceum Ogólnoksztatace im. Tadeusza Kosciuski（ポーランド、ヴィエルニ）
- 市立実科学校
  - Collège Privé Saint-Robert（フランス、ノール県、メルヴィル）
  - コットン＝パーク＝カレッジ（オランダ、エンスヘデ）

### 旗と紋章
図柄: 赤地で、緑の土地の上に銀色の神の子羊。子羊は、赤い十字が描かれた銀の旗を持っており、羊の後ろ、すなわち向かって右側に緑色の多年生植物。
描かれたシンボルは1696年から引き継がれたものである。オホトルプ市が所有する最も古い印章に「Stadt Ochtrup 1696」という文言が記されている。この印章にはキリストを象徴する「神の子羊」が描かれている。オホトルプ市は、1963年にノルトライン＝ヴェストファーレン州から幟や旗の使用許可を得た。

## 文化と見所

### 躓きの石
2007年8月からオホトルプの中心に、ナチ政府に迫害され、逮捕され、最終的に殺害された家族を記念したストルパーシュタイン（躓きの石）が設置されている。この石は、ケルンの芸術家グンター・デムニヒによって、ヨーロッパを中心に2,000以上の都市で推進されているプロジェクトである。
この石のための費用はオホトルプ市民の寄付によってまかなわれている。石に取り付けられた真鍮のプレートには、「ここに住んでいた」という文言と名前、生没年、当該人物がどうなったのかが刻まれている。この文言は、その出自、宗教、性的嗜好や政治的信念のために命を奪われた、ナチス政権の迫害を永久に消し去ることなく記憶に留めるものである。

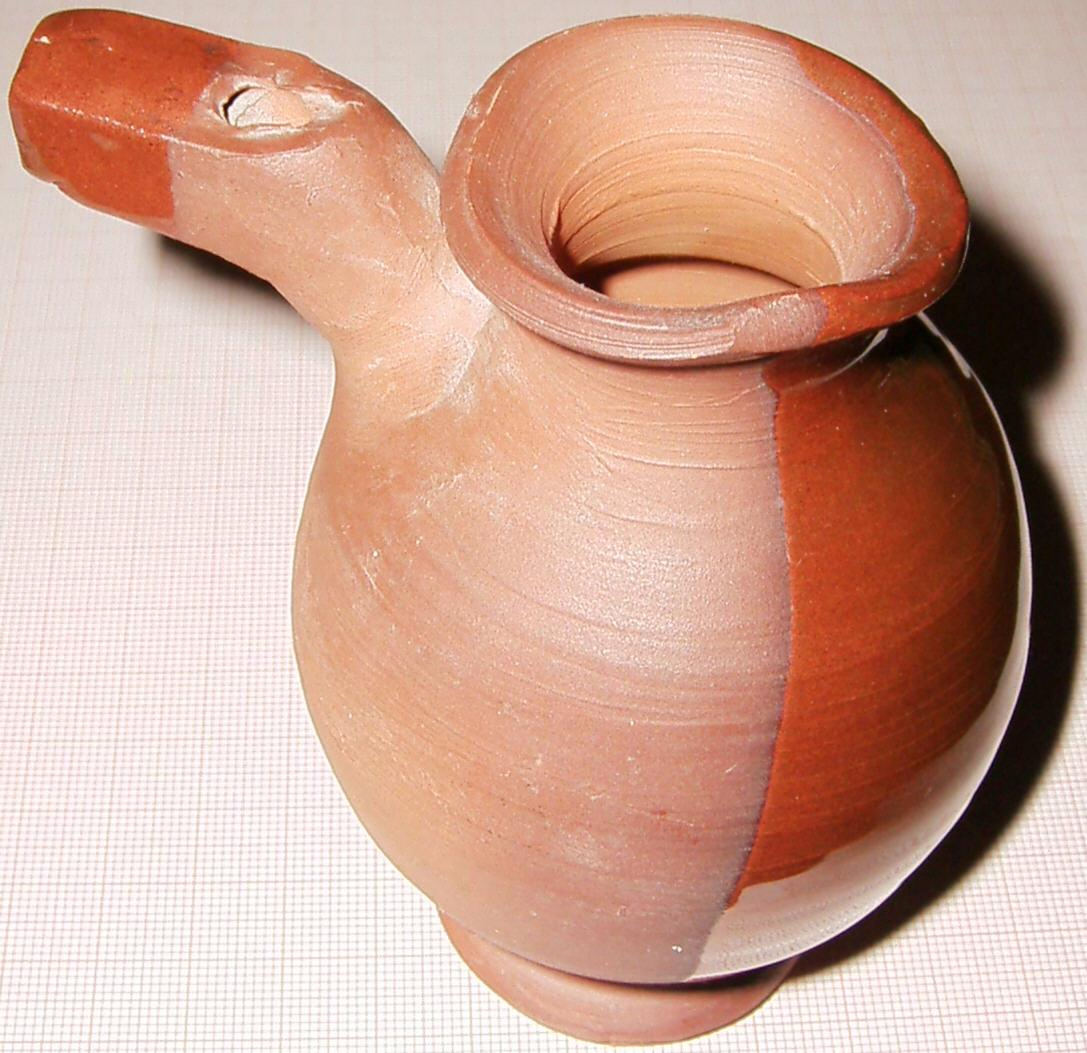
オホトルプのナイチンゲール

### 博物館
- 製陶博物館[7]
  - 何世紀もの間有名で特別な陶器が「オホトルプのナイチンゲール」である。この容器型の笛は鳴禽類のさえずりに似た音を出すことができる。
- 人形とおもちゃの博物館

### 歴史的建造物
数多くの建物がオホトルプ市内全域に分布している。それはかつての製陶・織布都市の歴史的発展を反映するものである。
- ヴィラ・ヴィンケル

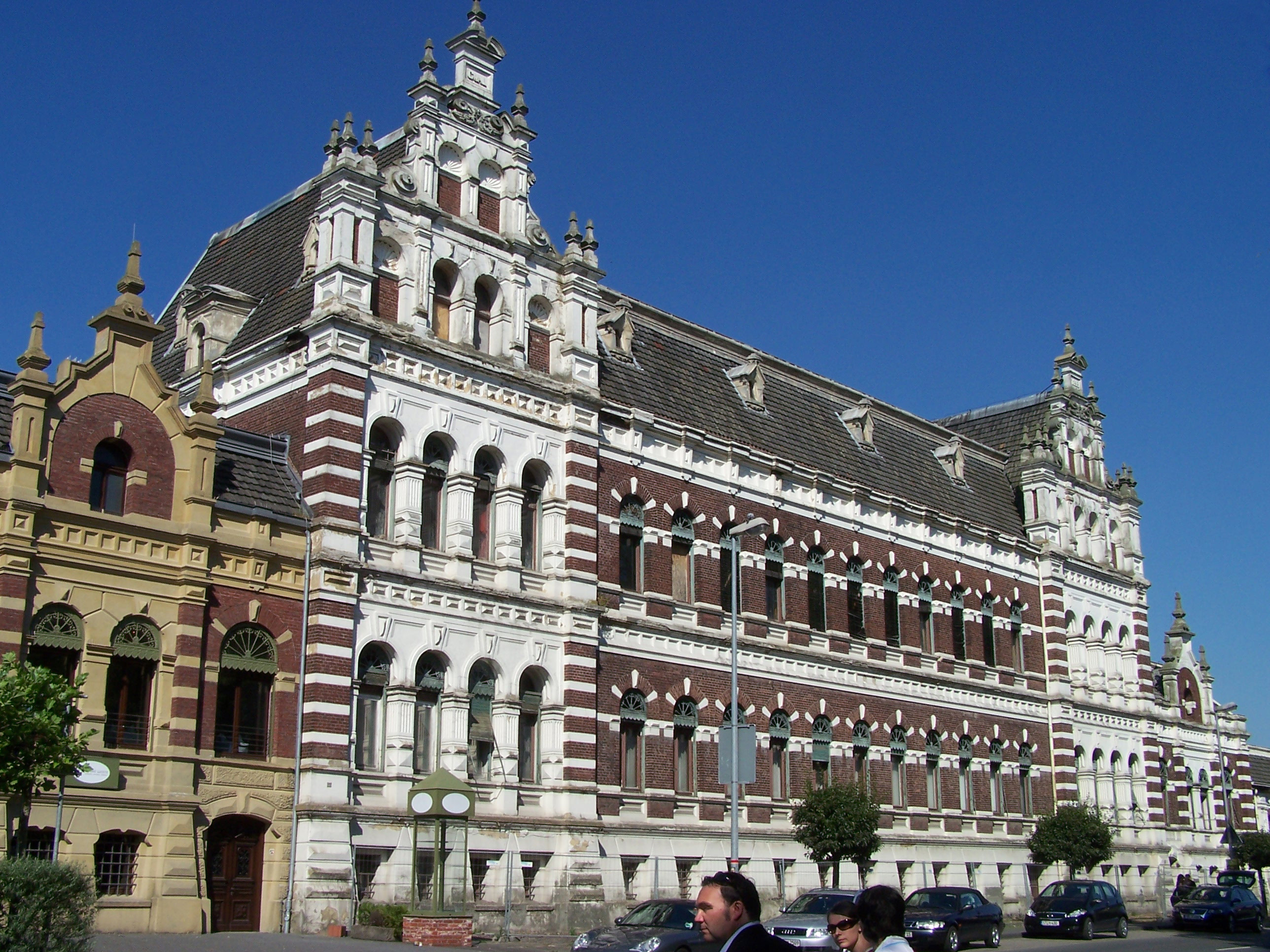
ベルトマン＝バウ

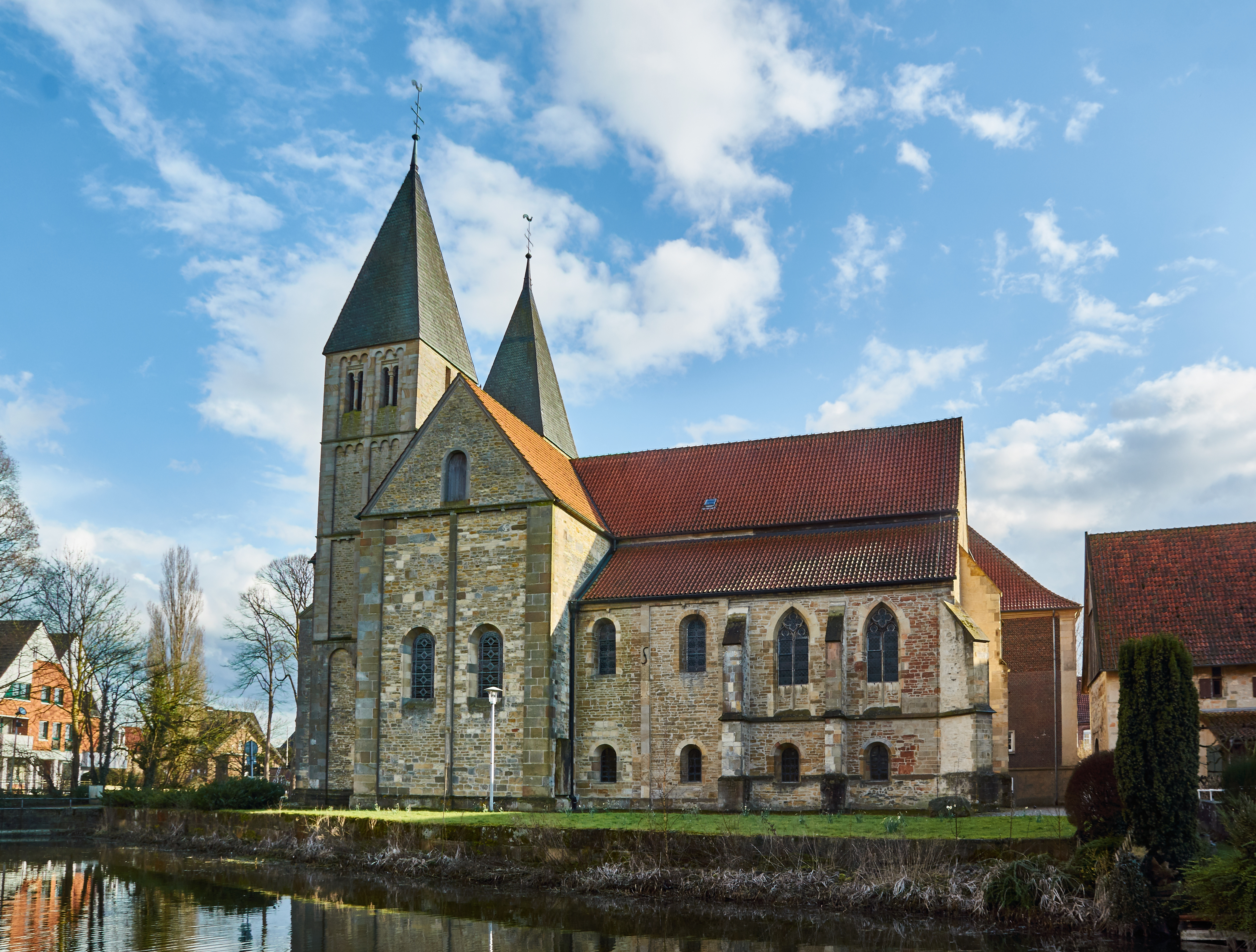
ランゲンホルスト聖ヨハネス修道院教会

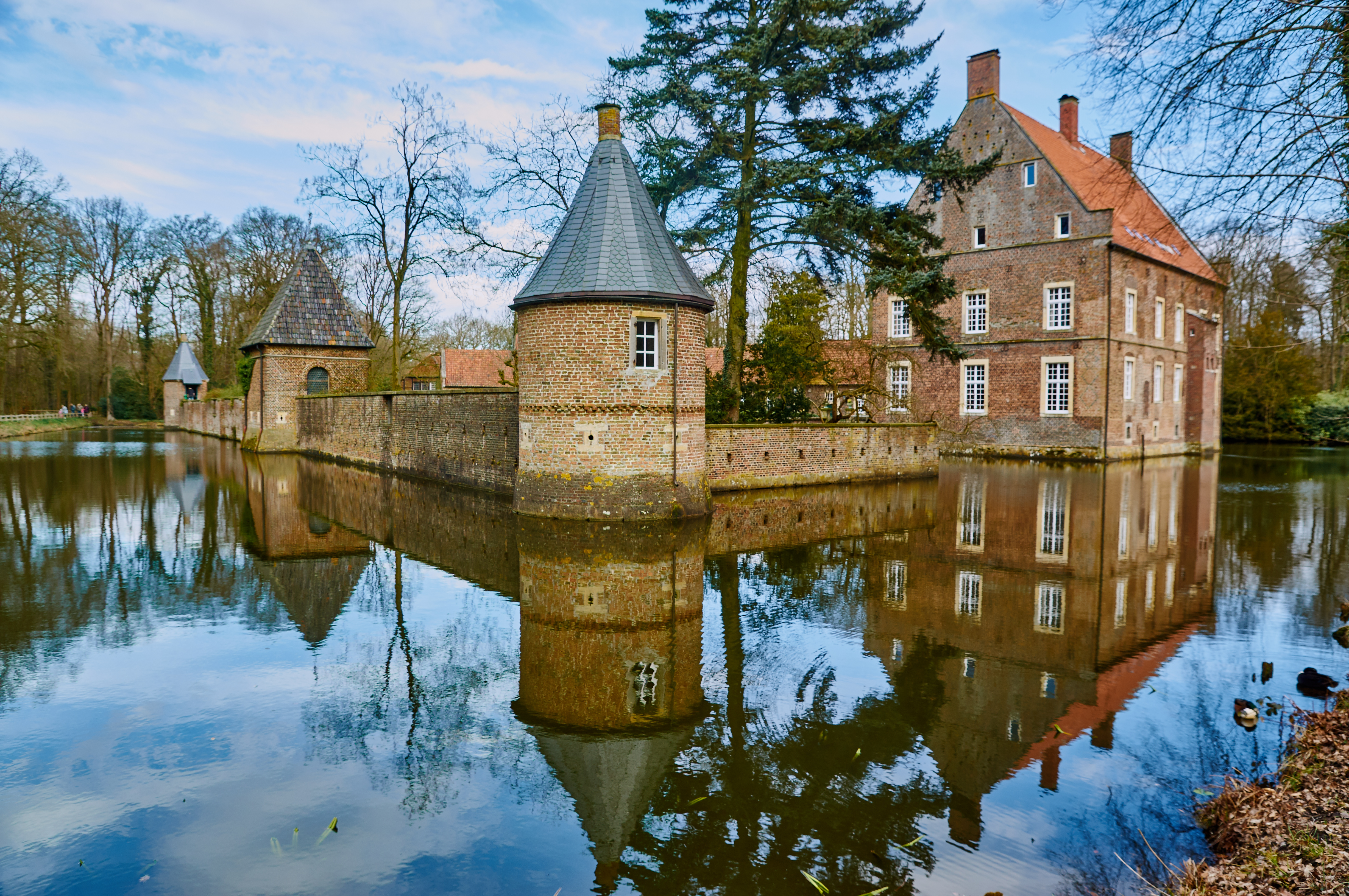
ハウス・ヴェルベルゲン

  - この邸宅は1899年の歴史主義の時代に、建築家フーベルト・ホルトマンによってアントン・ラウレンツのためにオランダ・ルネサンス様式で建設された。この建物は企業家のラウレンツ家の住居としてだけでなく、ビジネスパートナーやラウレンツ兄弟社のゲストを招くためにも用いられた。人目を引くのは、特に贅沢で大きなユーゲントシュティール様式の窓とサンルームである。この邸宅は、貴重な樹木が植えられた広さ 11 ヘクタールの庭園に囲まれている。この敷地は1969年にオホトルプ市によって買い上げられた。現在公園にはオホトルプ市民が自由に出入りでき、内市街の憩いの場として利用されている。邸宅内には現在、市民大学のオフィスと高齢者交流施設が入居している。
- 旧アムトハウス
  - 市域が狭かったことが、アムトハウス（市庁舎）が市の中心ではなく、ビュル門前に立てられた原因であることは確かである。この建物は1898年にネオルネサンス/オランダ様式で建設された。行政府の最初の長は当時アムトマンを務めたシューマンであった。現在ビュル通り19番地に建つ旧アムトハウスにはオホトルプ市の社会福祉課が入居している。
- シュテュッヴェンコップ
  - 市壁として用いられた濠の水位調整池をオホトルプ市ではシュテュッヴェンコップと呼ぶ。これは1593年に造営された都市防衛施設の最後に遺された建造物である。現在は噴水施設に囲まれて、市のヴェストヴァレ（直訳: 西の土塁）にある。
- ラムベルティ教会
- マリエン教会
  - 重要な建築家ドミニクス・ベーム（ドイツ語版、英語版）が設計したカトリックの聖マリア被昇天教会はかつて独立していた聖マリエン教会組織の教会堂で、1952年/53年に建設された。この教会の窓は、オホトルプの有名な芸術家フーベルトゥス・ブロウヴァーが制作した[8]。内装は比類ない Zeltcharakter で装飾されている[9]。地元でマリエン教会と呼ばれるこの建物は保護文化財に指定されている[10]。
- ベルトマン＝バウ
  - ベルトマン＝バウは、かつてのラウレンツ社（織布工場）の運営棟で、1893年にオランダ、エンスヘデの建築家ゲルリット・ベルトマンの設計に基づき、オランダ・ルネサンス様式の城館をモデルに建設された。この建物は、ヴァン・デルデン社が織布業を買収した後用途を失い、それ以後ほとんど使われることがなかった。現在の所有者はヒュッテン・ホールディングで、この建物は改修されてデザイナー・アウトレット・センター (DOC、旧EOCおよびFOC) となった。前身のファクトリー・アウトレット・センター (FOC) が完成し、オープンしたのは2012年8月30日である。ベルトマン＝バウは歴史主義建築の重要な作例であるとされ、保護文化財に指定されている。かつてヴァン・デルデン社が製品倉庫として利用していたこの建物の塔には現在ショッピングセンターのインフォメーションセンターがある。
- ベームシャー・ルントバウ
  - ベームシャー・ルントバウは、ラウレンツ社の歴史の始まりから2001年まで織布の倉庫として利用されていた。この建物はケルンの建築家ドミニクス・ベームによって1942年に建設された。2001年以後は、アウトレットストアに様変わりした。ベームシャー・ルントバウは保護文化財であり、オホトルプ市を象徴する建造物となっている（ベルトマン＝バウとつながっている）。
- 屋外プール前のベルクミューレ（山の風車）
- ランゲンホルスト聖ヨハネス修道院教会
- ランゲンホルストの旧倉庫（穀倉）
- ヴェルベルゲン旧教会
- ハウス・ヴェルベルゲン
- 旧アムト貯蓄銀行（現在の市庁舎）
- 旧マリエンホスピス（後にギムナジウム、現在は住居）
- 旧レクトラーツシューレ（プロフェッサー＝ゲルトナー通り）

- ベームシャー・ルントバウ
- ベルクミューレ
- ランゲンホルストの穀倉
- ヴェルベルゲンの旧教会

### 土壌文化財

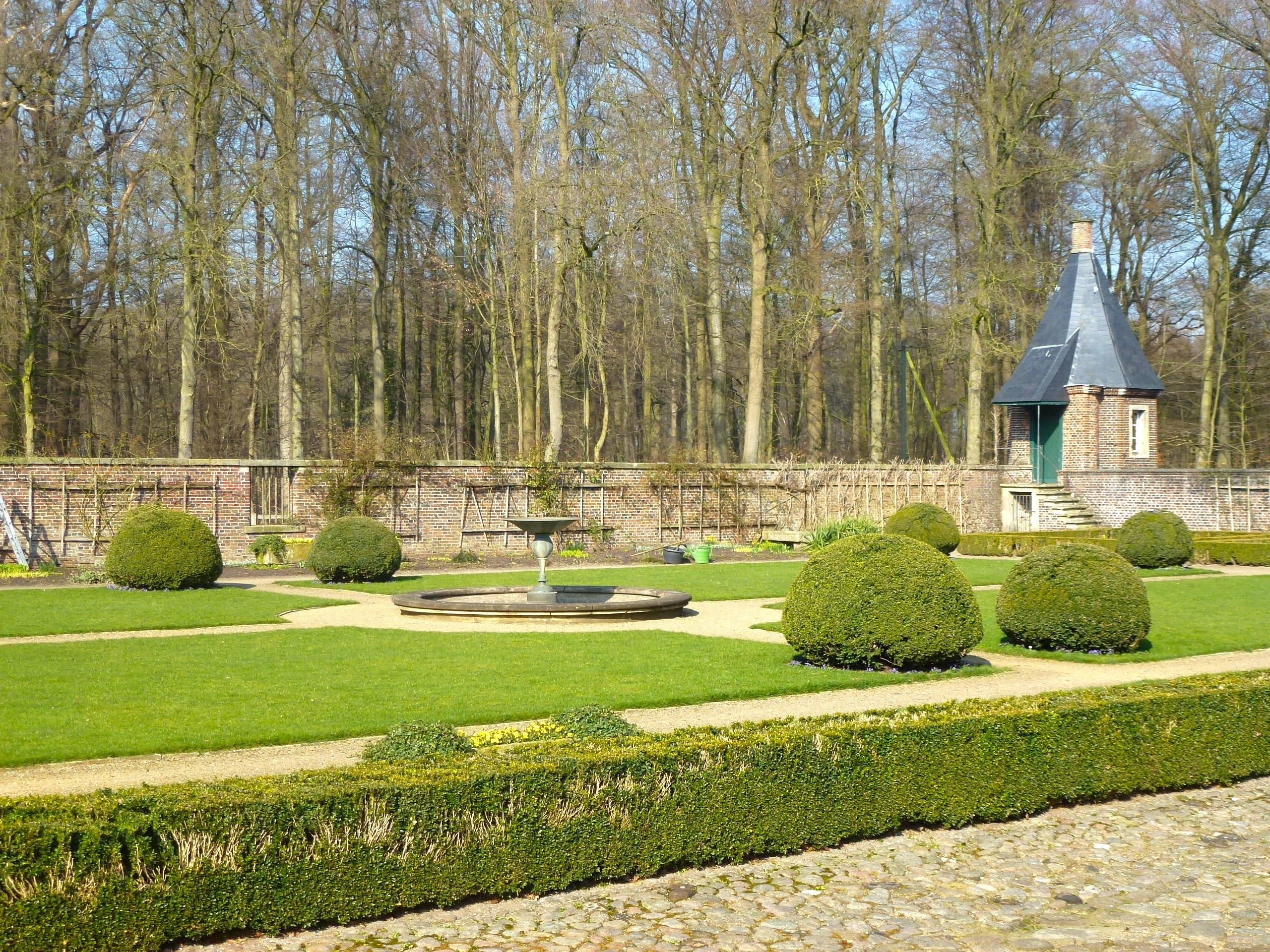
ハウス・ヴェルゲンのバロック庭園

- ヴァイナー・エッシュ採石場

### 庭園と公園
- シュタットパルク（市立公園）ヴィラ・ヴィンケルに接続しており、ミニゴルフ場、ミツバチ小屋がある[11]。
- ヘルマン・ラウレンツのヴィラ・ヴァイナー庭園（オホトルプから南に 2 km の、ヴァイナーバウアーシャフト地区グート・リュッティングハウス）[12]
- ハウス・ヴェルベルゲン周辺の公園（ヴェルベルゲンの南 1.5 km）[13]

### スポーツ
オホトルプには数多くのスポーツクラブがあり、多彩なスポーツを楽しむことができる。大きなクラブとしては以下のものがある:
- FSV オホトルプ
- アルミニア・オホトルプ
- SpVgg ランゲンホルスト＝ヴェルベルゲン
- FC シュヴァルツ＝ヴァイス・ヴァイナー
- FC ラウ・ブレヒテ
- RuF オホトルプ
- RSCO ラートシュポルトクラブ・オホトルプ
- FST オホトルプ 05
- TC オホトルプ 1928 e.V.

これらのクラブは、ハンドボール、サッカー、バスケットボール、卓球、バレーボール、バドミントン、水泳をはじめ様々なスポーツを、子供、青年、成人向けに提供している。
シャッハクラブ・オホトルプ（チェスクラブ）は、小さな独立したクラブである。多くの年をユーゲント NRW リーガに参加しており、1981年にはヨーヒェン・ヤーコプ・シュタイルがドイツの U-15 チャンピオンとなった。

### 年中行事
- バラの月曜日のパレード
  - 1969年からオホトルプではバラの月曜日（ドイツ語版、英語版）の子供パレードが行われている。組織しているのはキンダーカルネヴァル e.V.（直訳: 子供の謝肉祭）である。キンダードライゲシュティルン[訳注 1]は毎年射撃クラブおよび謝肉祭クラブによって形成される。バラの月曜日には約35,000人がオホトルプを訪れる。オホトルプでは、謝肉祭は大きな役割を負っており、6つの謝肉祭クラブがある。
- 射撃祭
  - 射撃祭の伝統はオホトルプに根付いている。オホトルプ市内には全部で15の射撃クラブがある。
- 春のキルメス[訳注 2]（4月の最終週末）
- 子供のノミの市
- オホトルプのナイトライト
- リンネル織りの日曜日（2011年から）
- 陶器市
- 秋のキルメス（8月の第3日曜日）
- 壺焼き市
- クリスマスマーケット
- 大晦日レース
- バーニング・ロード、自転車競技イベント

## 経済と社会資本

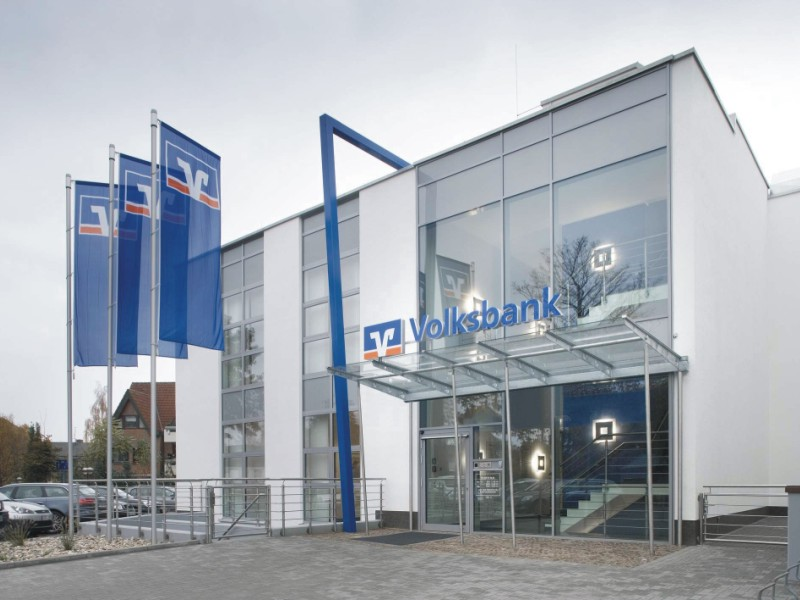
フォルクスバンク・オホトルプ本社

オホトルプ市は、16世紀以降この地域で特別な価値を持つ陶器の街であった。18世紀末からは繊維産業も定着した。1854年にラウレンツ家によって設立されたオホトルプで最初の織布工場は、2011年まで「オホトルパー・テクスティールフェアエーデルング」(OTV) という名称で存続していた。保護文化財に指定されているこの会社の製造工場は、2004年4月16日以降は繊維製品のショッピングセンターとして利用されている。オホトルプにはフォルクスバンク・オホトルプ（オホトルプ国民銀行）がある。ラウレンツ通りには、広さ 11,500 m2 以上のデザイナー・アウトレット・オホトルプがあり、地域を超えて多くの人をこの小さな街に呼び寄せている（年間100万人以降の来場者がある）。

### 交通
オホトルプは、ノルトライン＝ヴェストファーレン州、ニーダーザクセン州、オランダの州境（国境）に位置しており、連邦アウトバーン A30号線と連邦道 B54 / B403号線が交差する。また、ドルトムント＝エムス運河のライネ港やエンスヘデ港にも近い。最寄りの国際空港はグレーヴェンにある（ミュンスター/オスナブリュック空港）。オホトルプ駅は鉄道ミュンスター - エンスヘデ線の駅である。この駅にはレギオナルバーンの RB 64 が停車する。この路線は、DBレギオ NRW によって、タレントの気動車を用いて毎日1時間間隔で運行されている。

#### 交通史
鉄道ミュンスター - グローナウ線は1876年に完成した。長らく前から建設されていたオホトルプ - ライネ線は1905年に完成し、ライネ - ヴァーデルハイム - ノイエンキルヒェン - マックスハーフェン - ヴェットリンゲン - ヴェルベルゲン - ランゲンホルスター駅 - オホトルプという列車が運行された。この路線は現在も上空から識別することができ、一部は自転車道として利用されている。

### 地元企業
オホトルプには毎年100万人以上の来場者があるデザイナー・アウトレット・オホトルプがある。この他に、合成樹脂加熱成形メーカーのヴィシェマン・クストシュトフがオホトルプにある。

### 教育
- 基礎課程学校
  - ラムベルティシューレ
  - マリエンシューレ
  - フォン＝ガーレン＝シューレ
- 上級学校
  - 市立本課程学校
  - 市立実科学校
  - 市立ギムナジウム
  - ペストロッツィシューレ（養護学校、2016年開校）
- その他の学校
  - 市民大学 (VHS)
  - 音楽学校

### レジャー / スポーツ施設

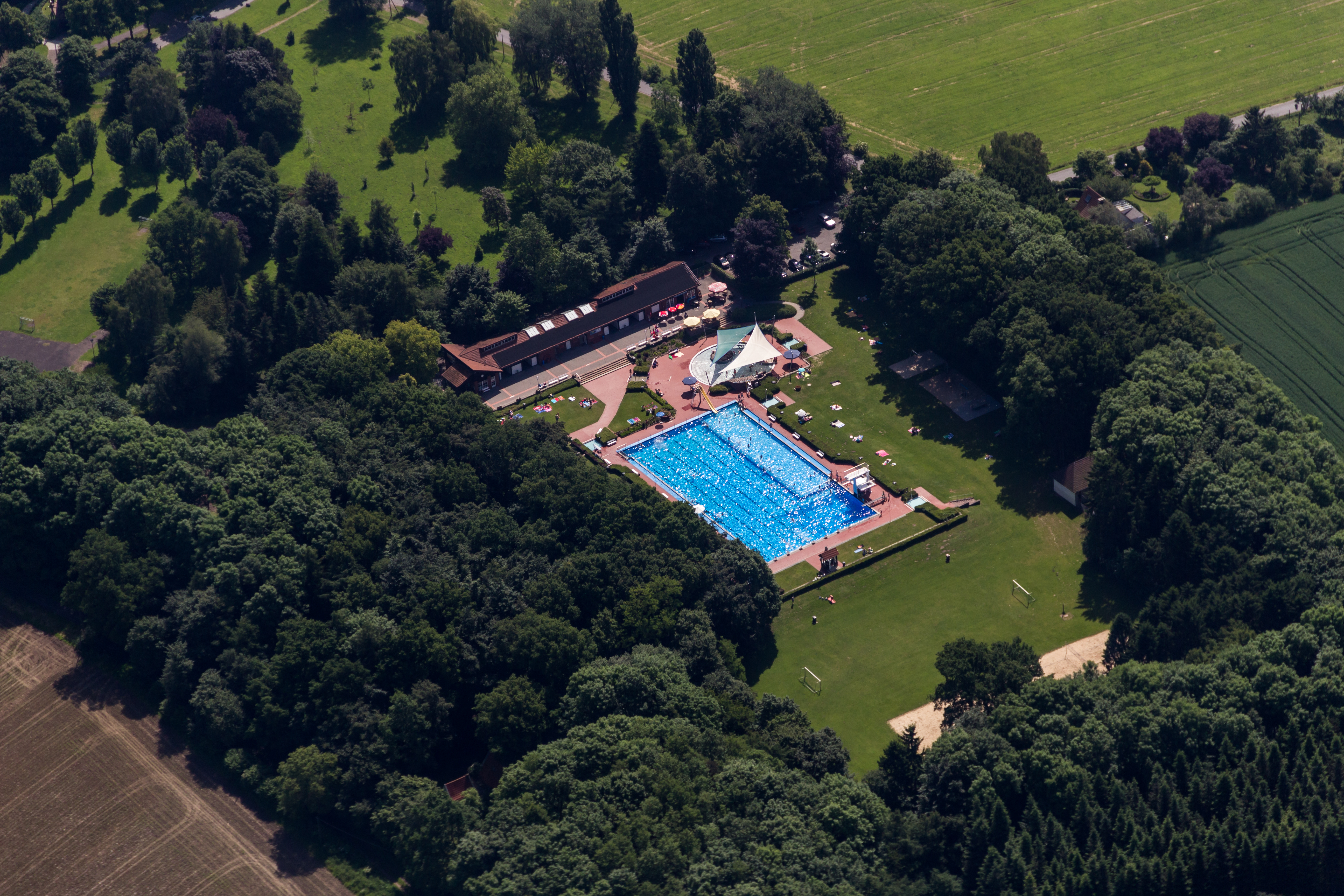
オホトルプの屋外プール

オホトルプ野外プールは1936年にオホトルパー・ベルクに設けられ、古木に囲まれている。このベルクフライバート（ベルクの野外プール）は2006年に創設70周年を祝った。この施設には 50 m プール、ウォータースライダー、子供プール、1 m と 3 m の飛び込み板および 5 m の飛び込み塔をもつ飛び込み施設がある。この他にも小児用水遊びプール、サッカーゴール、ビーチバレーボールコートなどが用意されている。プールのシーズンは毎年5月初めから9月中頃までである。
SC アルミニア・オホトルプのサッカー部門を基に2018年に設立された FSV オホトルプはホームゲームをインターシュポルト＝シュターディオンで、FC シュヴァイツ＝ヴァイス・ヴァイナーはオホトルプ南部のシュパルカッセン＝パルクで、FC ラウ＝ブレヒテはフォルクスバンク＝シュポルトプラッツで開催している。一方、SpVgg ランゲンホルスト＝ヴェルベルゲンはフェヒテシュターディオンでホームゲームを行っている。予備会場としてはシュターディオン・アルテ・マーテが用いられる。

## 関連文献
- Anton Wegener: Ochtrup. Ein Heimatbuch. Regensberg, Münster 1960.
- Paul Casser: 1854–1954 Gebrüder Laurenz Ochtrup. Werden und Wirken in hundert Jahren. Gundlach, Bielefeld 1954.
- Kl. Brockmöller, S. J. Langenhorst: 1000 Jahre Kulturgeschichte, 1178–1978. 800 Jahrfeier Ochtrup-Langenhorst. Cramer, Greven 1978.
- Eckart Hammerström: Die Umwälzung der wirtschaftlichen und sozialen Verhältnisse in Ochtrup vom frühen 19. Jahrhundert bis in die Anfänge des 20. Jahrhunderts und ihre Folgen. VHS-Zweckverband Ochtrup, Ochtrup 1994, ISBN 978-3-928270-00-7.
- Jürgen Rempe: Ochtrup. Sutton, Erfurt 1998 (Die Reihe Archivbilder).
- Herbert Wagner: Die Gestapo war nicht allein … Politische Sozialkontrolle und Staatsterror im deutsch-niederländischen Grenzgebiet 1929–1945. Lit, Münster 2004 (enthält u. a. Einsatz der Ochtruper SA in Gildehaus).
- Guido Dahl: Alpha und Omega. Die Kirchenfenster des Hubertus Brouwer in der Marienkirche, Ochtrup. Katholische Kirchengemeinde St. Marien, Ochtrup 2003.

これらの文献は、翻訳元であるドイツ語版の参考文献として挙げられていたものであり、日本語版作成に際し直接参照してはおりません。

## 訳注
1. ↑  ドライゲシュティルン (ドイツ語: Dreigestirn) は、直訳すると「3つの星」、天文学的には3連星を意味する。ラインラント地方周辺では謝肉祭の3人の代表者をこの名称で呼ぶ
2. ↑  キルメス (ドイツ語: Kirmes) は教会開基祭を起源とする民俗祭である。